# Dodge Dart (España)
El Dodge Dart (también conocido como Barreiros Dart) es un automóvil del segmento F que fue fabricado por la empresa española Barreiros entre 1965 y 1971. 
Hubo cuatro versiones de gasolina y una diésel. En gasolina se comenzó con la 270, la GL (berlina y familiar), la GLE (berlina) y la GT (berlina). Las tres montaban el motor Chrysler de gasolina «Slant-6» de 6 cilindros en línea de 3687 cm³ (225 plg³) y casi 150 CV (165 CV en el Dart GT) fabricado en España, con propulsión trasera. En 1969 se añadió la única versión diésel, llamada comercialmente «Dodge Diésel» que montaba el motor Barreiros Diésel C-24 de 2,0 l de 4 cilindros en línea que desarrollaba 60 CV.

## Historia del proyecto
En 1963, Eduardo Barreiros llegó a un acuerdo con la empresa estadounidense Chrysler Corporation para fabricar automóviles en España. Dos automóviles serían los primeros en ser fabricados por Barreiros; el Dodge Dart en 1965, como vehículo de gama alta y un año después el Simca 1000.
Según la legislación española de la época, los automóviles fabricados en España debían ser construidos con materiales y componentes fabricados en el propio país, aunque para las primeras unidades, el gobierno franquista permitía que tuviesen una parte importante y a la vez decreciente de elementos importados (bastidores y carrocerías como elementos más importantes).
De acuerdo a la ley vigente, la fábrica de Barreiros en Villaverde (Madrid), se preparó para construir con los elementos importados de Dodge en Estados Unidos, los modelos Dodge Dart y Simca 1000. Se importaron unas 20.000 unidades de chasis y carrocerías de Estados Unidos para estos modelos entre 1965 y 1966.
Muy pronto, Barreiros se dio cuenta de que las 20.000 unidades estaban lejos de la realidad de las ventas en España, ya que el primer año solo se vendieron del Dodge Dart 742 unidades de las 1.200 fabricadas y el segundo 6.399 de las 8.000 fabricadas, y como peor año de ventas del Dart fue 1967, donde solo se vendieron 2.745 unidades.
Debido a las escasas ventas, Barreiros acumuló unas importantes pérdidas que en 1967 obligaron a la empresa a ampliar su capital social, por lo que Chrysler pasó a ser el accionista mayoritario de Barreiros.
En 1969, Mario Gamarra, responsable de diseño y autor de casi todas las cabinas de camiones fabricados por Barreiros, sugirió fabricar un automóvil nuevo, sin apenas efectuar inversión y contando con los elementos existentes. En ese año nació el Dodge Dart versión 69, tratándose de un Dart solamente español en su frontal, y en el caso del GT en bastantes otros detalles. También se cambiaron algunos detalles exteriores del modelo, como los faros, parrilla delantera y techo de vinilo en el GT.
Estos cambios dieron sus frutos y las ventas se relanzaron lo suficiente como para agotar entre 1969 y 1970 el stock de los elementos importados entre los años 1965 y 1966.

## Creación del Dodge Dart

### 1965–1967
Las primeras versiones españolas del Dodge Dart estadounidense se produjeron a partir de julio de 1965, y hasta diciembre, únicamente disponible en formato sedán 4 puertas, con unos 1.200 ejemplares producidos, la versión 270 o GL (Gran Lujo) que era idéntica a la norteamericana más lujosa, «Dart 270» de 1965, por un precio de 323 000 pesetas, aunque también se ofrecía por 20.000 pesetas menos una versión estándar, de línea baja, desprovista de ornamentos, que no tuvo ninguna difusión. Inicialmente se traían todos los grupos mecánicos de EE. UU., si bien su producción se nacionalizó casi por completo en sólo un año. A partir de 1966, las únicas piezas mecánicas americanas de todo el coche, fueron los bloques-motor y los carburadores Holley.

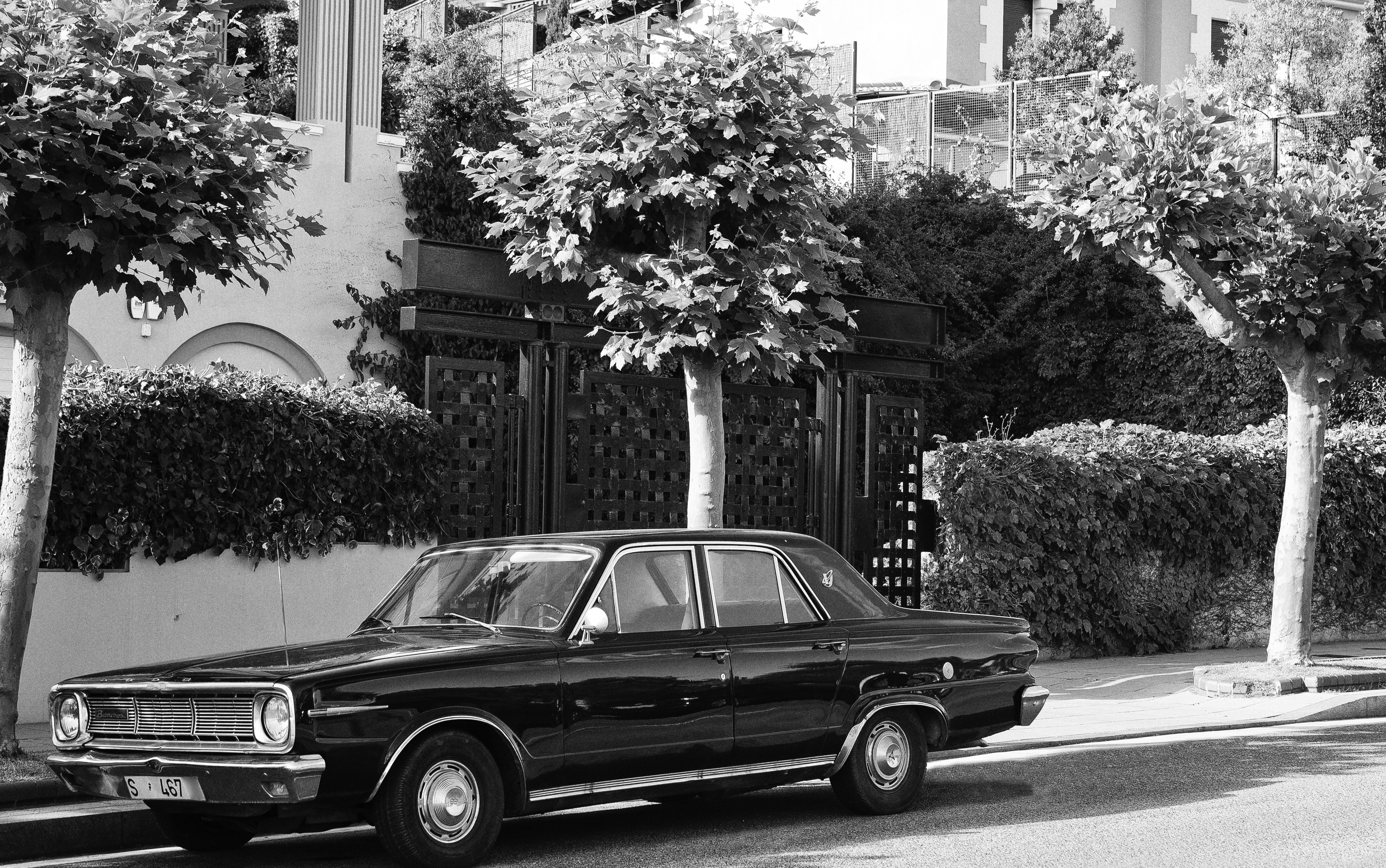
Dodge Dart GL (1966)

La mayoría de las unidades de 1965 eran de color «blanco marfil», trasposición directa del popular color «Ivory White» de Mopar en esos años, pero también se ofrecía en un bonito burgundy «rojo guinda», sorprendentemente procedente de las cabinas de los camiones Barreiros, azul azafata oscuro y en negro. En enero de 1966 se modificaron estéticamente el frontal y la zaga, trasposición exacta del modelo Dart '66 estadounidense. Básicamente consistió en la introducción de paragolpes tipo faldón, muy de moda en Estados Unidos a partir de ese momento, hay que reconocer no obstante, que su encaje sobre esta primera generación de Dart compacto 1963–1966, resulta algo forzada; los coches de 1965 son más equilibrados estéticamente. En junio aparece el modelo «GLE» por Gran Lujo Especial, un paquete con las opciones disponibles para el GL, aire acondicionado integrado en el cuadro de instrumentos por medio de teclas y tapicería de cuero, más otros elementos nuevos interesantes, como cambio de 4 velocidades al piso mediante la caja Mopar A-833 completamente sincronizada y un diferencial más largo, (2,93:1) lunas tintadas y mayor dotación de molduras así como el característico en este modelo, medio techo de vinilo acolchado. También se introdujeron colores de carrocería en azul turquesa y azul marino metalizados en lacas bicapa. En noviembre se anunció la versión familiar «Station Wagon» que siempre tuvo acabado GL. Casi todas sus piezas ya se fabricaban en España, importando muy pocos elementos además de la chapa, que por otra parte, siempre fue de procedencia americana para todos los Dodge españoles; aquí se montaba la carrocería y se pintaba. El modelo español '66, al igual que su precedente '65, casi no se diferenciaba exteriormente del norteamericano, por dentro en cambio, superaban claramente al modelo americano, con mejores asientos de respaldos regulables/reclinables y reposabrazos adelante y detrás. la gama de colores se amplió. El motor ya se hacía en España íntegramente, un seis cilindros en línea de unos 150 cv. Los frenos eran con servoasistencia en España, mediante un servo de «tipo postizo», no muy bien adaptado, Hidro-vac Bendix y a pesar de ser de tambor a las cuatro ruedas poseían una gran fuerza transmitida a sus tambores al aplicar un mínimo esfuerzo en el pedal a baja velocidad, lo cual produjo unos cuantos incidentes por la poca progresividad de la frenada hasta que su conductor se hacía con ellos aplicando freno con prudencia. En pendientes negativas prolongadas era inevitable usar el freno motor en segunda, aunque por aquel entonces los frenos de la competencia eran aún más precarios y los conductores estaban muy habituados a reducir cuesta abajo.
Los Dart 270, Dart GL y Dart GLE (con cambio al volante los dos primeros) y una primera versión opcional del 3700, tenían el asiento delantero corrido que le permitía llevar tres plazas delanteras (en el caso de ir solamente dos un gran reposabrazos abatible ocupaba la plaza central delantera) y todo esto gracias al cambio al volante manual de tres marchas sincronizadas, lo que les permitía llevar legalmente hasta siete plazas en total, ideal para las familias numerosas de la época. No disponía de A/A de serie (era opcional), pero sin embargo estaba dotado de unas portezuelas de ventilación situadas a un costado de las pantorrillas de los ocupantes de las plazas delanteras que al abrirse manualmente por una sencilla manecilla introducían una agradabilísima corriente de aire por todo el habitáculo sin necesidad de bajar las ventanillas, este gran invento lo tuvieron en su interior todos los modelos de Dodge, incluido el posterior 3700. El modelo familiar, Station Wagon, que se lanzó en España (fue anunciado en noviembre de 1966, pero no comenzó a comercializarse hasta febrero o marzo de 1967), disponía de serie de un extra americano que no tuvo mucha difusión allí, un curioso portón trasero cuyo cristalón sin enmarcar se podía bajar o subir eléctricamente a distancia en orden de marcha o en parado. Para abrir el portón trasero desde fuera o desde dentro había que bajar dicho cristal primeramente, bien desde dentro con una palanquita extra rotulada como «WINDOW» integrada de serie en el salpicadero o bien desde fuera introduciendo la llave en el portón y al torcer el bombín bajaba la ventana eléctricamente. Otro detalle curioso era el cambio de luces cortas a largas en el suelo a la izquierda del embrague, detalle que siguió usándose incluso en las primeras series de su sucesor, el 3700.

### 1968–1971

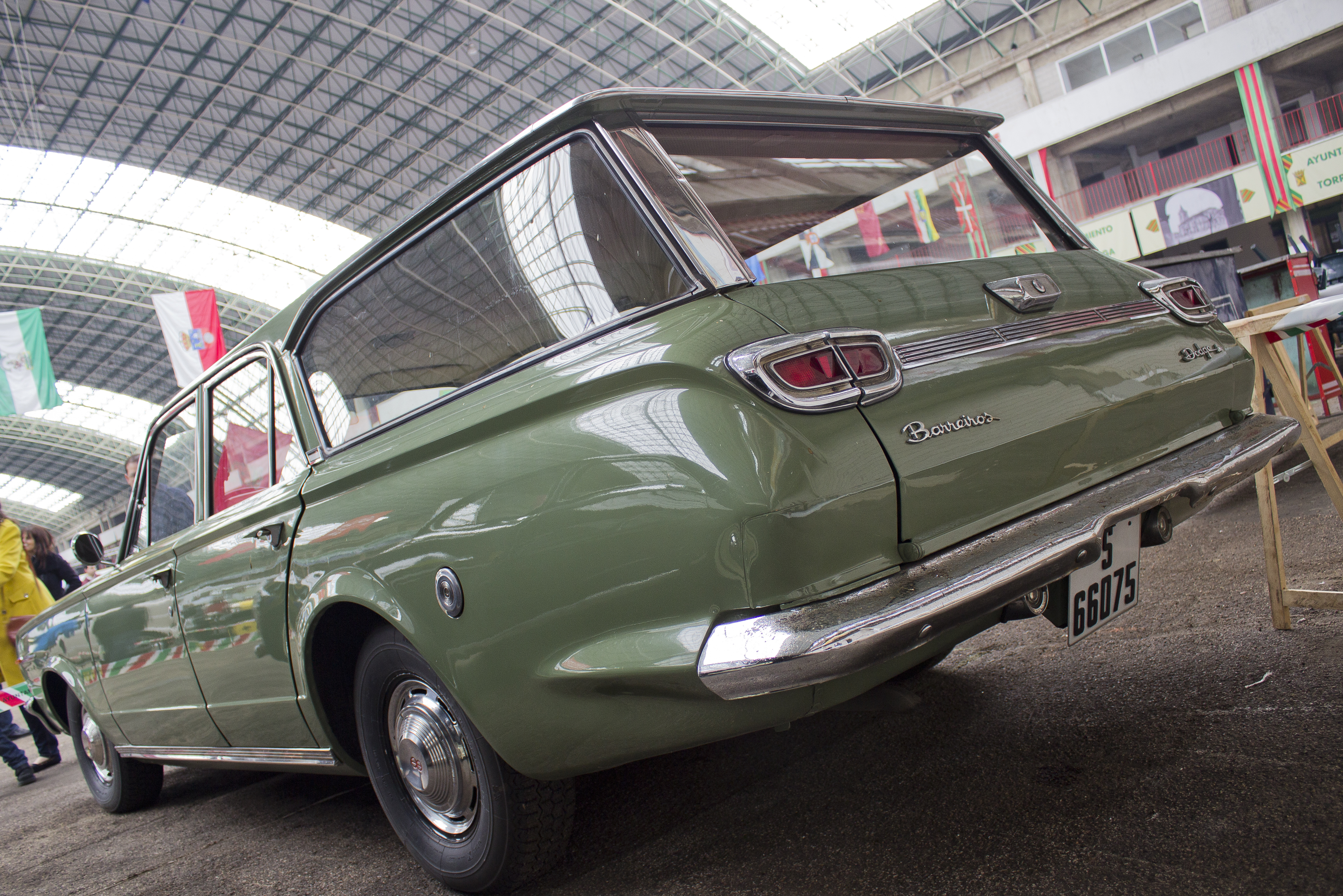
Dodge Dart familiar (1970)

A partir de octubre de 1968, se continuó la saga con el Dart «GL», «GLE», «Station Wagon» y «GT», «línea '69», que fueron los últimos modelos fabricados con la carrocería de la tercera generación y sufrieron un apreciable retoque estético hispano exterior e interior, especialmente en la versión GT, que los desmarcó considerablemente de su hermano norteamericano; tenían techo de vinilo, faros delanteros rectangulares provenientes de la nueva cabina de la gama de camiones Barreiros de 1969, lo que por un lado le confirió un retoque más moderno y europeo y por otro que también incrementaba notablemente la luminosidad de los faros anteriores, algo precarios por la noche, también conservaron el cambio al volante de tres velocidades o al piso de cuatro, opcional en el GL y Station Wagon desde 1966 y estándar en el GLE y en el nuevo GT. El espacio del reposabrazos o la tercera plaza delantera se sustituyó por una consola central en el caso del GT. Los GLE y SW conservaban el mismo tablero de instrumentos '66 que el GL. la gran novedad fue sin duda, la nueva versión GT, que desarrollaba ahora 165 cv gracias a un nuevo carburador Carter de doble cuerpo y un árbol de levas más rápido. Para frenarlo con mucha mejor progresión, se le dotó de dos generosos discos delanteros autoventilados, con unas extraordinarias pinzas Kelsey Haines de 4 pistones, servoasistencia ahora integral "Master-vac" Bendix y sistema de doble circuito. La suspensión se mejoró mediante una nueva barra estabilizadora delantera. Estéticamente introdujo una exclusiva parrilla frontal negra y un muy vistoso tablero de a bordo deportivo de relojes redondos, en tablero y panel de madera, con asientos «bucket», consola central de cuero y vinilo cosido y madera. Es decir, el interior del Dart GT era de inspiración netamente «Gran turismo» de acuerdo a la tradición más típicamente europea. Se ofreció en tres colores: un bonito rojo vivo ligeramente oscuro "rojo verónica", gris metalizado «plata Almadén» y negro. El aire acondicionado seguía siendo, como siempre, opcional en serie.
El Dart Diésel (llamado comercialmente «Dodge Diésel» a secas, suprimiendo la denominación Dart) se lanzó en 1969, este modelo se diferenciaba estéticamente de los demás de la línea 66 por utilizar las mismas luces traseras a las de la primera generación del Simca 1000. Fue muy utilizado como vehículo profesional del taxi, con un precio de 229 800 pesetas. Esta versión diésel montaba el conocido motor Barreiros C-24 de 2007 cm³ (122.5 plg³) y 60 cv con un magnífico consumo urbano de 8 litros y de 6 litros en carretera. Se comportaba bien en tráfico urbano e interurbano; en llano alcanzaba un máximo de 125 km/h pero no se desenvolvía bien en las fuertes pendientes; no era una versión apta para largos trayectos.
A finales de los sesenta el grupo Barreiros no tuvo el gran apoyo bancario nacional ni el aval institucional (este último fue su constante problema desde sus comienzos, que veían en Barreiros como a un competitivo rival para SEAT y ENASA) para la necesaria ampliación de capitales propuesto por Chrysler pasando ésta a adquirir el 100 % de la empresa y quedándose con todo el grupo Barreiros y sus factoría de Villaverde, incluida la división de vehículos industriales, militares y camiones. La nueva sociedad empresarial cambió de nombre pasándose a llamar Chrysler España S.A. El anagrama delantero y trasero de Barreiros en los Dart desapareció a partir del verano de 1969.

## Dodge Dart GT 3700

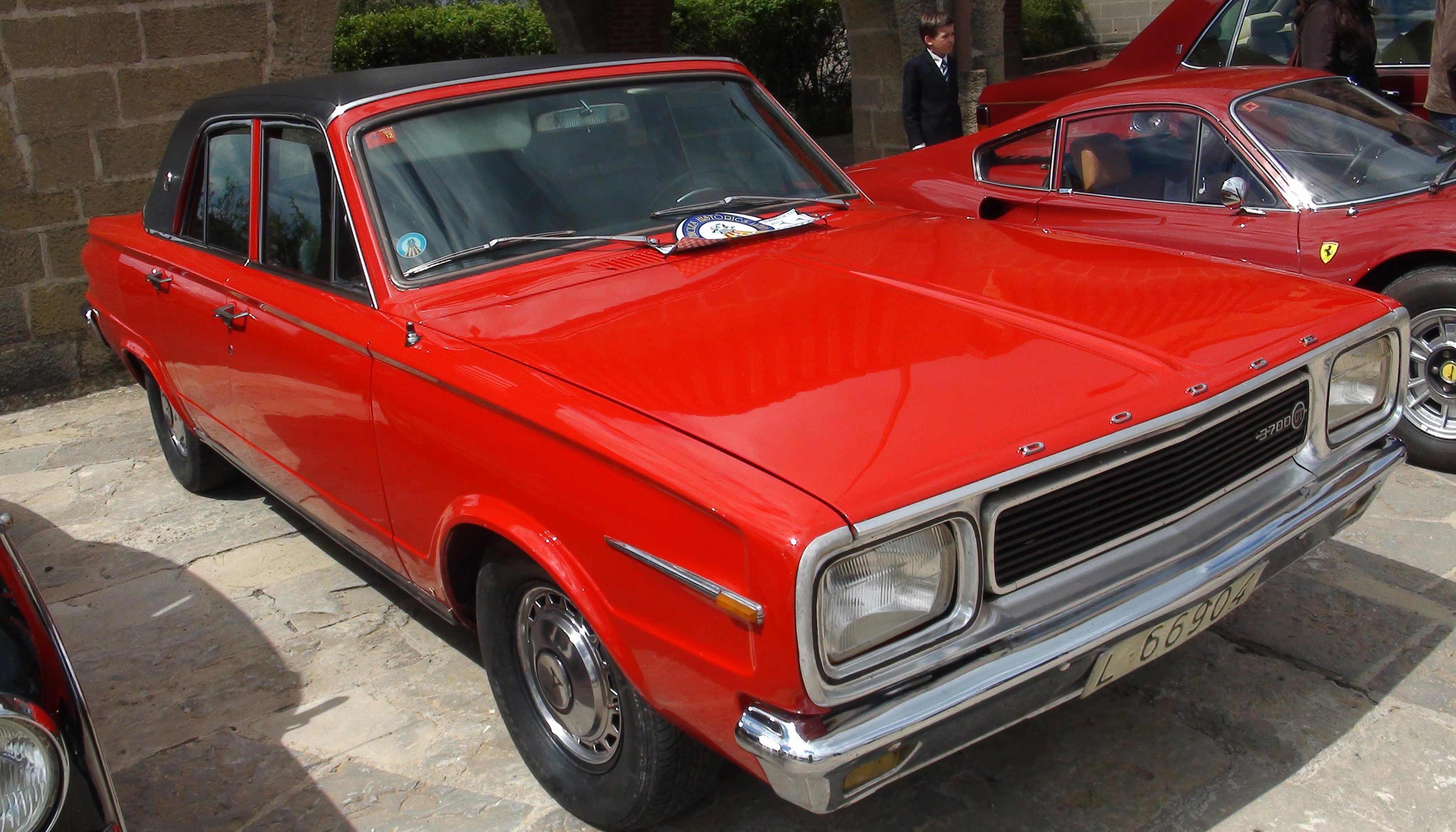
Dodge Dart GT 3700

La versión Dart GT 3700, conocida comúnmente como Dart GT, fabricado entre 1969 y 1970, estaba equipado con el motor Slant-6 de  3687 cm³ de 6 cilindros en línea pero con un carburador Carter BBD 4300 S de doble cuerpo que le aumentaba su potencia en unos 15 cv - que es exactamente igual en todo al que montaría después el Dodge 3700 GT. Traía aire acondicionado de serie, techo totalmente cubierto de vinilo y se le añadió frenos de discos a las ruedas delanteras. Por dentro teníamos asientos de cuero negro, consola central de madera y cuadro de instrumentos completo.